# 崇礼区

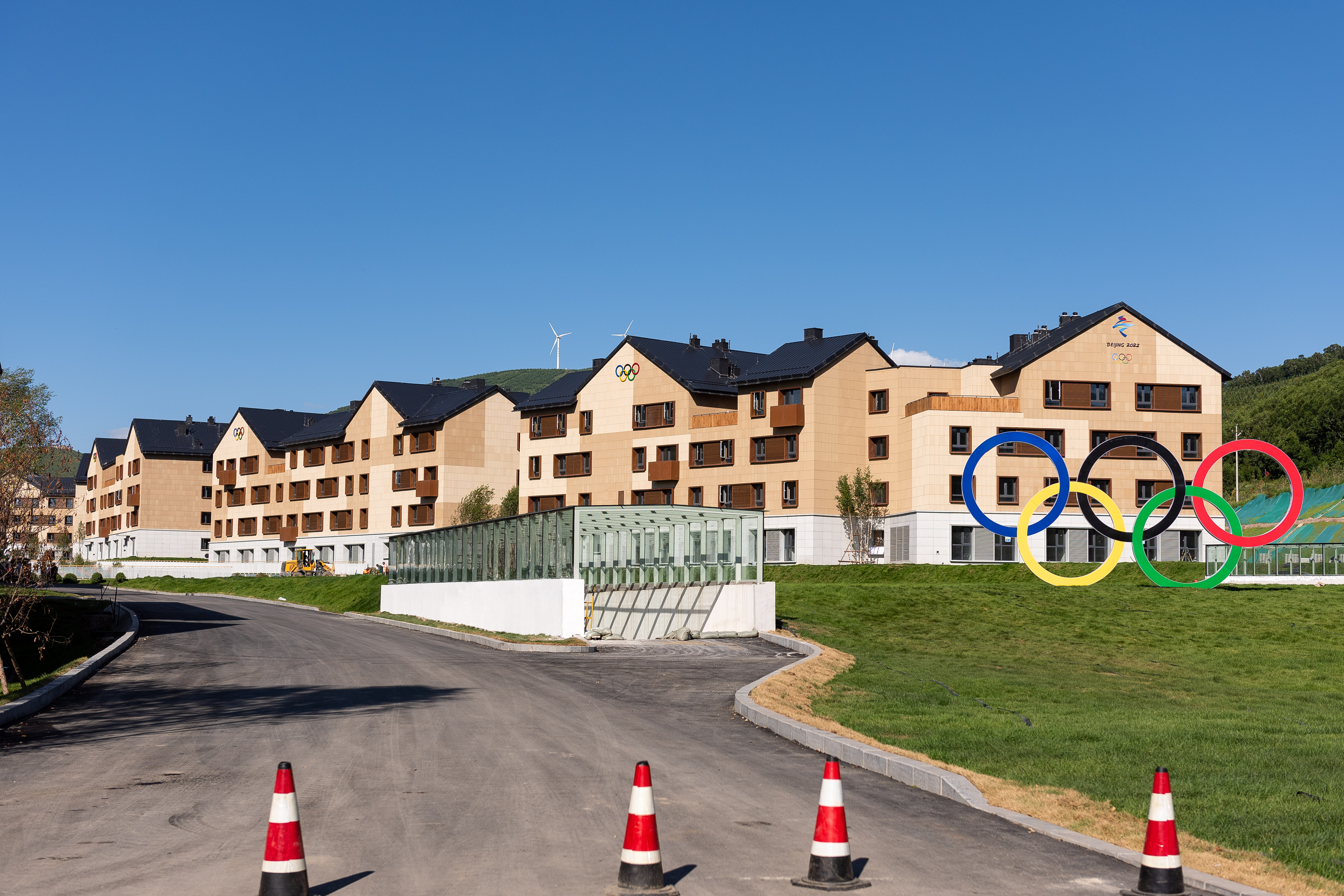
北京冬季五輪の張家口選手村

崇礼区（すうれい-く）は、中華人民共和国河北省張家口市に位置する市轄区。

## 歴史
1934年（民国23年）、張北県より分割設置された崇礼設治局を前身とする。1936年（民国25年）に崇礼県と改称された。県治は当初は現在の県城の北東部に設置されたが、1949年（民国38年）に現在地に遷されている。1958年に廃止され張家口市に編入されたが、1961年に再設置された。2016年に市轄区に改編され現在に至る。

## 行政区画
- 街道:西湾子街道
- 鎮:西湾子鎮、高家営鎮
- 郷:四台嘴郷、紅旗営郷、石窯子郷、駅馬図郷、石嘴子郷、獅子溝郷、清三営郷、白旗郷